# كريستين بروير
كريستين بروير (بالإنجليزية: Christine Brewer)‏ هي مغنية ومغنية أوبرا أمريكية، ولدت في 26 أكتوبر 1955 في إلينوي في الولايات المتحدة.

## وصلات خارجية
- كريستين بروير على موقع ميوزك برينز (الإنجليزية)
- كريستين بروير على موقع أول ميوزيك (الإنجليزية)
- كريستين بروير على موقع ديسكوغز (الإنجليزية)